# Blackbolbus frontalis
Blackbolbus frontalis is een keversoort uit de familie cognackevers (Bolboceratidae). De wetenschappelijke naam van de soort werd in 1838 gepubliceerd door Félix Édouard Guérin-Méneville-Méneville.